# Brić
Brić je naseljeno mjesto u sastavu općine Teslić, Republika Srpska, BiH.

## Stanovništvo
| Brić               |          |
| godina popisa      | 1991.    |
| Srbi               | 1 (100%) |
| Muslimani          | 0        |
| Hrvati             | 0        |
| Jugoslaveni        | 0        |
| ostali i nepoznato | 0        |
| ukupno             | 1        |